# (17556) Pierofrancesca
(17556) Pierofrancesca es un asteroide perteneciente al cinturón de asteroides, región del sistema solar que se encuentra entre las órbitas de Marte y Júpiter.
Fue descubierto el 16 de noviembre de 1993 por Vincenzo Silvano Casulli desde el observatorio de Colleverde.

## Designación y nombre
Designado provisionalmente como 1993 WB, fue nombrado por Piero della Francesca (1416-1492) quien fue un pintor renacentista italiano y miembro de la segunda generación de humanistas.

## Características orbitales
Pierofrancesca está situado a una distancia media del Sol de 2,332 ua, pudiendo alejarse hasta 2,756 ua y acercarse hasta 1,908 ua. Su excentricidad es 0,182 y la inclinación orbital 1,735 grados. Emplea 1300,60 días en completar una órbita alrededor del Sol.

## Características físicas
La magnitud absoluta de Pierofrancesca es 14,85. 